# 齋藤薫
齋藤 薫（さいとう かおる、1955年9月24日 - ）は、東京都出身のエッセイスト。

## 来歴
東京都出身。1978年、婦人画報社（現、ハースト婦人画報社）『25ans』創刊スタッフとして美容ページ担当。光野桃は同僚。退社後はフリーとなり、雑誌に美容記事やエッセイを寄稿した。（アシェット）婦人画報社を去った後も同社媒体の編集に協力し、『25ans』2008年5月号では、133ページの大型別冊付録『美容の正体』を編集した。

## 著書
- 『「美人」へのレッスン』講談社、1997年11月。ISBN 4062640643
- 『美容の天才365日: Beauty』講談社、1998年6月。ISBN 4062092247
- 『綺麗の雑学』講談社、1999年3月。ISBN 406264097X
- 『優雅で野蛮な女になる方法』光野桃（共著）、新潮社、2001年2月。ISBN 4104347027
- 『ちょっと過激な幸福論: Beauty』講談社、2001年7月。ISBN 4062102390
- 『女のひとを楽にする本: はたちからの生き方レシピ』主婦の友社、2002年1月。ISBN 4072303321
- 『美女の教科書: 超美容学×超美人学』文藝春秋、2002年11月（2冊）。ISBN 4163587500（Vol.1）、ISBN 4163593306（Vol.2）。
- 『死ぬまでにしたい10のこと』共著、ソニー・マガジンズ、2003年10月。ISBN 4789721280
- 『こころを凛とする196の言葉』ソニー・マガジンズ、2004年3月。ISBN 4789722228
- 『あなたには"躾"があるか?: 365日で変わる本』講談社、2006年9月。ISBN 4062136082